# Aviación durante la Primera Guerra Mundial

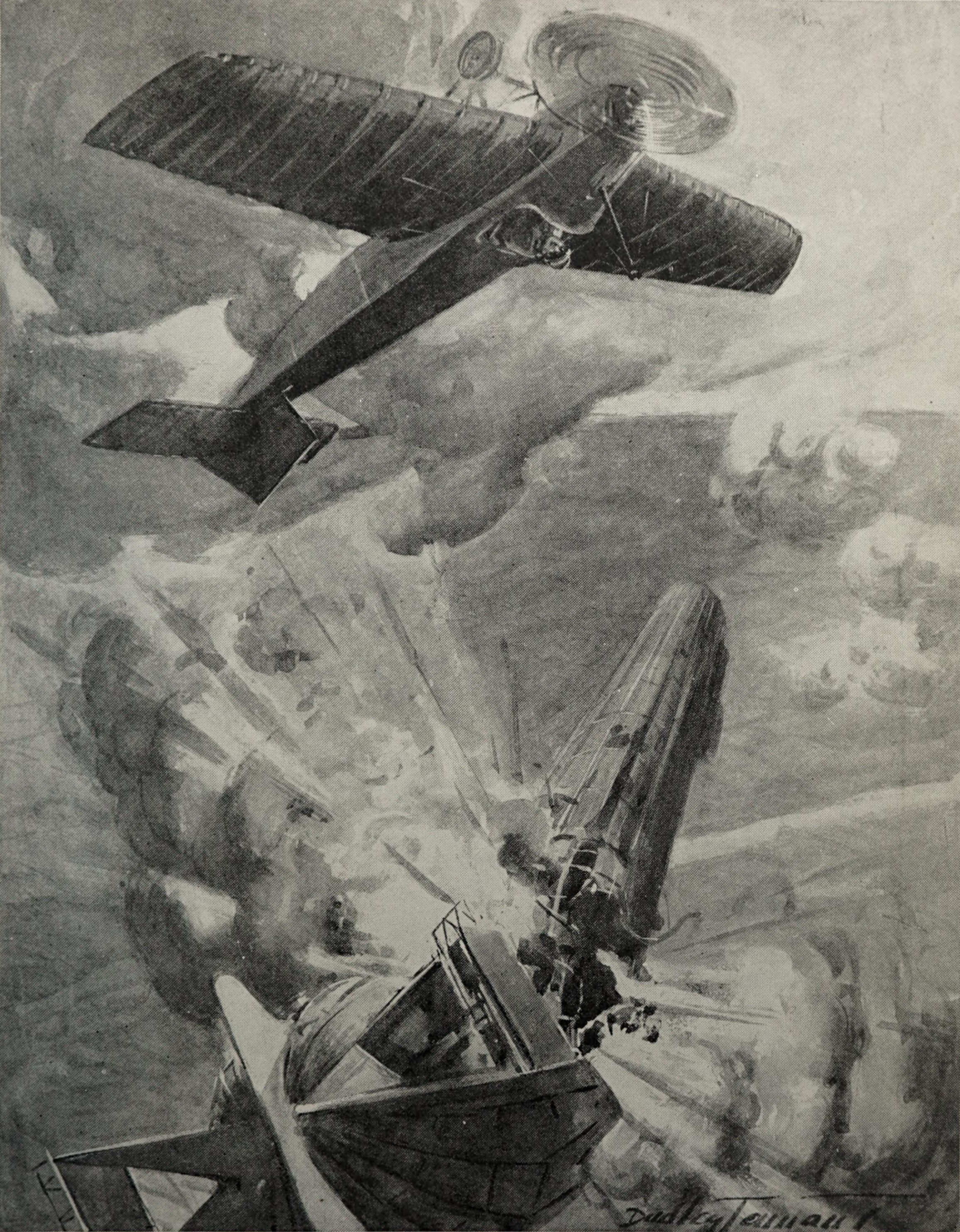
Representación artística de la destrucción del zepelín alemán LZ37 el 7 de junio de 1915.

La aviación durante la Primera Guerra Mundial permitió el desarrollo de la mayor parte de conceptos de guerra aérea que serían utilizados hasta la guerra de Vietnam. Casi desde su invención, las aeronaves fueron puestas al servicio militar. Así, la Primera Guerra Mundial fue la primera donde se usaron aeroplanos en misiones de ataque, defensa y de reconocimiento.
Desde inicios de la Primera Guerra, en 1914, las Potencias Centrales y la Triple Entente se centraron principalmente en el reconocimiento operativo de largo alcance. En el curso de la guerra, se desarrollaron cámaras fotográficas que formaron la base del reconocimiento aéreo de imágenes. Asimismo, se utilizaron aeronaves para lanzar bombas y propaganda a las ciudades enemigas. Las primeras ciudades en ser bombardeadas fueron Lieja y Amberes el 6 y el 23 de agosto de 1913, respectivamente, por zepelines alemanes.

## Antecedentes

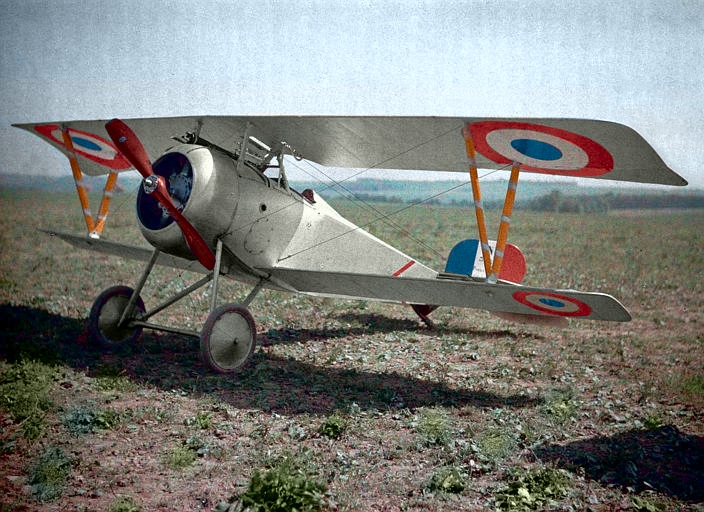
Placa autocroma Lumière de un caza Nieuport 17 en Aisne, Francia, 1917.

Durante los prolegómenos de la aviación todo estaba por mejorar. Debido a la limitada potencia de los motores de la época, la carga efectiva de las aeronaves era extremadamente limitada. Además, eran construidas mayormente de madera (reforzada con alambres de acero) y tela de lino pintadas con una laca inflamable para darle la dureza necesaria para formar la superficie alar. Además de estos materiales rudimentarios, la pobre ingeniería aeronáutica de la época significó que la mayor parte de las aeronaves tuviera una estructura frágil para los patrones posteriores y no era raro que se rompieran durante el vuelo, en especial, cuando realizaban maniobras violentas de combate.
Ya en 1909, se reconoció que estas máquinas voladoras en rápida evolución no eran solamente curiosidades, sino también armas:

El cielo está a punto de convertirse en otro campo de batalla no menos importante que los de tierra y mar [...] Para conquistar el aire, es necesario privar al enemigo de toda forma de volar, atacándolo en el aire, en sus bases de operación o en sus centros de producción. Será mejor que nos acostumbremos a esta idea y nos preparemos.
Giulio Douhet, general italiano, 1909.

En 1911, el capitán Bertram Dickson, el primer oficial militar británico en volar, también profetizó correctamente el uso militar de la aviación. Predijo que la aviación se utilizaría primero para el reconocimiento aéreo, el cual se desarrollaría en todas partes tratando de «evitar o prevenir que el enemigo obtenga información», lo que se convertiría finalmente en una batalla por el control de los cielos. Esta fue exactamente la secuencia de eventos que sucedió varios años después.
El primer uso operativo de la aviación en una guerra tuvo lugar el 23 de octubre de 1911 en la Guerra Ítalo-Turca, cuando el capitán Carlo Piazza realizó el primer vuelo de reconocimiento en la historia cerca de Bengasi, Libia, en un Blériot XI. El primer bombardeo aéreo aconteció poco después, el 1 de noviembre de 1911, cuando Giolio Gavotti lanzó cuatro bombas en dos oasis en manos de los turcos, provocando algunos heridos. El primer vuelo para tomar fotografías aéreas se llevó a cabo en marzo de 1912, también a cargo del capitán Piazza.

## Primeros años de la Guerra

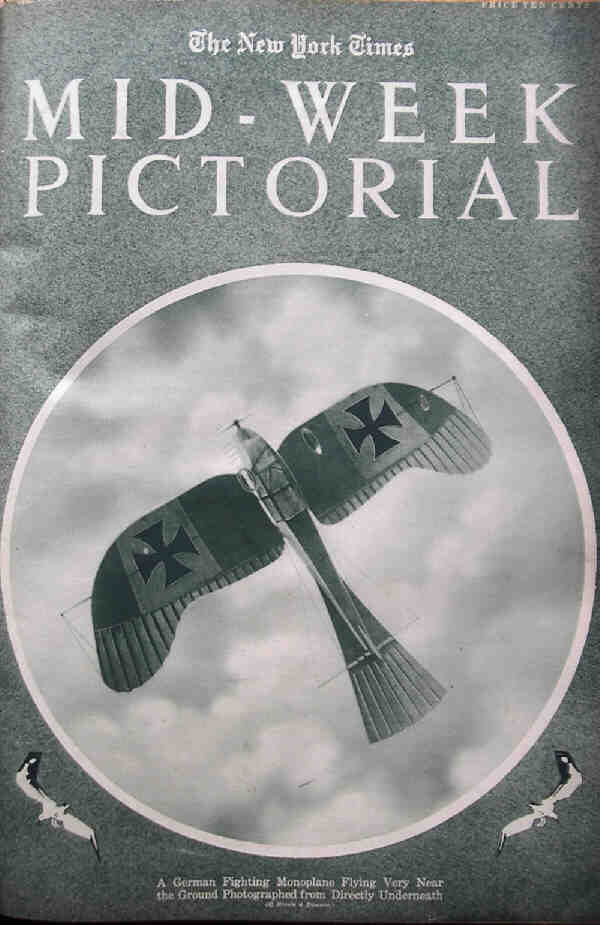
Rumpler Taube

Desde el inicio de la Primera Guerra Mundial, se debatió sobre las posibilidades de uso de aeronaves durante la guerra.
En el Imperio alemán, los grandes éxitos de los primeros dirigibles habían eclipsado en gran medida la importancia de las aeronaves más pesadas que el aire. De una fuerza aérea compuesta de unas 230 aeronaves en agosto de 1914, solo unas 180 fueron de algún uso. Los ejercicios de aviación militar francesa de 1911, 1912 y 1913 habían iniciado la cooperación con la caballería (en el reconocimiento) y con la artillería. El Reino Unido había comenzado tarde y, en un inicio, dependió bastante de la industria aeronáutica francesa, especialmente para los motores de las aeronaves. La contribución inicial británica al total de la fuerza aérea aliada en agosto de 1914 (de unas 184 aeronaves) se compuso de tres escuadrones con unas 30 máquinas en servicio. Por su parte, Estados Unidos estaba aún más atrasado, incluso en 1917, cuando entró en la Guerra, dependían casi por completo de las industrias aeronáuticas francesa y británica para los aviones de combate.
Las primeras campañas de 1914 probaron que la caballería ya no podía proveer el reconocimiento esperado por sus generales, frente a la potencia de fuego mucho mayor de los ejércitos del siglo XX; sin embargo, pronto fue evidente que las aeronaves podían por lo menos localizar al enemigo, incluso si el reconocimiento aéreo inicial fue obstaculizado por la novedad de las técnicas utilizadas. El escepticismo inicial y las bajas expectativas pronto se transformaron en demandas poco realistas más allá de las capacidades de las primitivas aeronaves disponibles. Aun así, el reconocimiento aéreo desempeñó un papel fundamental en la «guerra de movimientos» de 1914, especialmente al ayudar a los Aliados a detener la invasión germana de Francia. El 22 de agosto de 1914, el capitán británico Lionel Charlton y el lugarteniente V.H.N. Wadham informaron que el ejército del general alemán Alexander von Kluck estaba preparándose para rodear a la Fuerza Expedicionaria Británica, contradiciendo toda la inteligencia militar disponible. El Alto Mando británico prestó atención al informe e inició el retiro de las tropas hacia Mons, lo que salvó las vidas de 100 000 soldados. Posteriormente, durante la primera batalla del Marne, los aviones de observación descubrieron puntos débiles y flancos expuestos en las líneas teutonas, información que permitió a los Aliados tomar ventaja de ellos. El gran «golpe» aéreo de los alemanes de 1914 (al menos, de acuerdo a la propaganda contemporánea) tuvo lugar durante la batalla de Tannenberg en Prusia Oriental donde un ataque ruso inesperado fue informado por el teniente Canter y Mertens; como resultado, los rusos siendo forzados a retirarse.

## Bombardeo durante la Guerra
El primer bombardeo planificado de aviación de la historia (que también es su primera acción de combate) lo realizó el Ejército del Aire de España el 5 de noviembre de 1913, durante la guerra del Rif. Se utilizaron biplanos Löhner Pfeil, que despegaron del aeródromo de Cuatro Vientos (Madrid) y descargaron bombas de 10 kilos de peso sobre diversos objetivos militares.[cita requerida]
El primer bombardeo sobre una ciudad desde el aire. El 6 de agosto de 1914 un dirigible alemán bombardeó la ciudad belga de Lieja. Durante la primera batalla del Marne, un piloto alemán que volaba misiones de reconocimiento aéreo sobre París regularmente lanzó bombas sobre la ciudad. La primera incursión dejó caer cinco pequeñas bombas y una nota exigiendo la rendición inmediata de París y de la nación francesa. Antes de la estabilización del frente occidental, el aeroplano alemán lanzó cincuenta bombas en París, dañando ligeramente la catedral de Notre Dame.[cita requerida]
Las propuestas para bombardear Gran Bretaña fueron hechas por Paul Behncke, jefe adjunto del Estado Mayor Naval alemán, en agosto de 1914. Estos fueron respaldados por Alfred von Tirpitz, quien escribió que «La medida del éxito radicará no solo en la lesión que se causará al enemigo, sino también en el efecto significativo que tendrá para disminuir la determinación del enemigo de perseguir la guerra». La campaña fue aprobada por el Kaiser el 7 de enero de 1915, quien al principio prohibió los ataques contra Londres, por temor a que sus familiares en la familia real británica pudieran resultar heridos. Después de un intento el 13 de enero de 1915 que fue abandonado debido al clima, la primera incursión exitosa tuvo lugar en la noche del 19 al 20 de enero de 1915. Dos zepelines atacaron Humberside pero fueron desviados por fuertes vientos y dejaron caer su bombas en Great Yarmouth, Sheringham, King's Lynn y las aldeas circundantes. Cuatro personas murieron y 16 resultaron heridas. El daño monetario se estimó en £ 7,740. La redada provocó historias alarmistas sobre agentes alemanes que usaban faros de automóviles para guiar a los zepelines hacia sus objetivos, e incluso hubo un rumor de que un cepelín estaba operando desde una base oculta en el parque nacional del Distrito de los Lagos.
El zepelín resultó demasiado costoso en comparación con los aviones, un objetivo demasiado grande y lento, su gas hidrógeno demasiado inflamable y demasiado susceptible al mal tiempo, el fuego antiaéreo (inferior a 5000 pies) y los interceptores armados con balas incendiarias (hasta 10 000 pies) Para el ejército alemán imperial (Reichsheer), que abandonó su uso en 1916. La Marina Imperial alemana (Kaiserliche Marine), cuyos dirigibles fueron utilizados principalmente para el reconocimiento sobre el Mar del Norte, continuó bombardeando el Reino Unido hasta 1918. En total, cincuenta - se realizaron incursiones en Gran Bretaña, el último por la Marina en mayo de 1918. El año más intenso del bombardeo dirigible de Inglaterra fue 1916. Alemania empleó 125 aeronaves durante la guerra, perdiendo más de la mitad y manteniendo una tasa de deserción del 40 % de sus tripulaciones, el más alto de cualquier rama de servicio alemán.
En mayo de 1917 los tudescos comenzaron a usar bombarderos pesados contra Inglaterra usando Gotha G.IV y después suplementando estos con Riesenflugzeuge (el «avión gigante»), sobre todo de la firma de Zeppelin-Staaken. Los blancos de estas incursiones eran instalaciones industriales y portuarias y edificios del gobierno, pero pocas de las bombas golpearon blancos militares, la mayoría que caían en característica privada y matando civiles. Aunque la campaña alemana de bombardeo estratégico contra Gran Bretaña fue la más extensa de la guerra, fue en gran medida ineficaz, en términos de daño real hecho. Sólo se arrojaron 300 toneladas de bombas, lo que dio como resultado un daño material de 2 962 111 euros, 1414 muertos y 3416 heridos, entre ellos los que resultaron de metralla del fuego antiaéreo. Sin embargo, en el otoño de 1917, más de 300 000 londinenses se habían refugiado del bombardeo y la producción industrial había caído

## Ases notables
| Nombre                           | Victorias confirmadas | País                  | Notas                                                                                 |
| -------------------------------- | --------------------- | --------------------- | ------------------------------------------------------------------------------------- |
| Manfred von Richthofen †         | 80                    | Imperio alemán        | El Barón Rojo, Pour le Mérite, mejor piloto de la guerra.                             |
| René Fonck                       | 75                    | Francia               | Mejor piloto aliado en todos los conflictos.                                          |
| Billy Bishop                     | 72                    | Canadá                | Mejor piloto del Imperio británico, Cruz Victoria                                     |
| Ernst Udet                       | 62                    | Imperio alemán        | Segundo mejor piloto alemán.                                                          |
| Edward Mannock †                 | 61                    | Reino Unido           | Mejor piloto del Reino Unido.                                                         |
| James McCudden †                 | 57                    | Reino Unido           | Cruz Victoria, Croix de guerre. Uno de los pilotos de mayor servicio (de 1913 a 1918) |
| Erich Löwenhardt †               | 54                    | Imperio alemán        | Pour le Mérite. Tercer mejor piloto alemán.                                           |
| Georges Guynemer †               | 53                    | Francia               | Primer piloto francés en obtener 50 victorias.                                        |
| William Barker                   | 50                    | Canadá                | Cruz Victoria                                                                         |
| Werner Voss †                    | 48                    | Imperio alemán        | Rival amistoso de Manfred von Richthofen                                              |
| George Edward Henry McElroy †    | 47                    | Reino Unido           | Mejor piloto irlandés.                                                                |
| Robert Little †                  | 47                    | Australia             | Sirvió para la Royal Air Force                                                        |
| Albert Ball †                    | 44                    | Reino Unido           | Cruz Victoria                                                                         |
| Charles Nungesser                | 43                    | Francia               | Legión de Honor, Médaille militaire                                                   |
| Lothar von Richthofen            | 40                    | Imperio alemán        | Pour le Mérite, hermano de Manfred.                                                   |
| Oswald Boelcke †                 | 40                    | Imperio alemán        | Pour le Mérite, héroe aéreo legendario alemán.                                        |
| Willy Coppens                    | 37                    | Bélgica               | Campeón contra dirigibles                                                             |
| Julius Buckler                   | 36                    | Imperio alemán        | Pour le Mérite                                                                        |
| Godwin Brumowski                 | 35                    | Imperio austrohúngaro | Mejor piloto austrohúngaro.                                                           |
| Francesco Baracca †              | 34 (quizás 36)        | Italia                | Mejor piloto italiano. Medaglia d'Oro al Valor Militare                               |
| Julius Arigi                     | 32                    | Imperio austrohúngaro | Cuatro medallas doradas a la valentía.                                                |
| Theo Osterkamp                   | 32                    | Imperio alemán        | También fue un as de la Segunda Guerra Mundial.                                       |
| Karl Allmenröder †               | 30                    | Imperio alemán        | Pour le Mérite                                                                        |
| Keith Park                       | 30                    | Nueva Zelanda         | Mejor piloto neozelandés, voló con Australia. Croix de guerre                         |
| A. H. "Harry" Cobby              | 30                    | Australia             |                                                                                       |
| Benno Fiala Ritter von Fernbrugg | 28                    | Imperio austrohúngaro |                                                                                       |
| Frank Linke-Crawford †           | 27                    | Imperio austrohúngaro |                                                                                       |
| Eddie Rickenbacker               | 26                    | Estados Unidos        | Mejor piloto estadounidense                                                           |
| Hermann Göring                   | 22                    | Imperio alemán        | Pour le Mérite                                                                        |
| William C. Lambert               | 21.5                  | Estados Unidos        |                                                                                       |
| Aleksandr Kazakov                | 20                    | Imperio ruso          | Mejor piloto ruso.                                                                    |
| József Kiss †                    | 19                    | Imperio austrohúngaro | Ganador de tres medallas de oro a la valentía.                                        |
| Kurt Wintgens †                  | 19                    | Imperio alemán        | Pour le Mérite, primera victoria aérea sincronizada el 1 de julio de 1915.            |
| Frank Luke †                     | 18                    | Estados Unidos        | Medalla de Honor "Arizona Balloon Buster"                                             |
| Franz Gräser †                   | 18                    | Imperio austrohúngaro | Orden de Leopoldo.                                                                    |
| Raoul Lufbery †                  | 17                    | Estados Unidos        | Mejor piloto del Lafayette Escadrille, sirvió para Francia                            |
| Max Immelmann †                  | 15                    | Imperio alemán        | Pour le Mérite                                                                        |
| Field Kindley                    | 12                    | Estados Unidos        | Sirvió para el Reino Unido                                                            |
| Roy Brown                        | 10                    | Canadá                | Uno de los posibles pilotos que habría derribado a Manfred von Richthofen             |
| Indra Lal Roy †                  | 10                    | India                 | Mejor piloto indio.                                                                   |
| Donald Cunnell †                 | 9                     | Reino Unido           | Uno de los posibles piloto que habría derribado a Manfred von Richthofen              |
| Lanoe Hawker †                   | 9                     | Reino Unido           | Cruz Victoria. Primer as británico.                                                   |
| Christopher Draper               | 9                     | Reino Unido           | "The Mad Major". Croix de guerre                                                      |
| Aristeidis Moraitinis            | 9                     | Grecia                |                                                                                       |
| Roland Garros †                  | 5?                    | Francia               |                                                                                       |